# Biological Journal of the Linnean Society
Biological Journal of the Linnean Society (abrégé en Biol. J. Linn. Soc.) est une revue évaluée par les pairs publiée par Oxford University Press et dédiée à la biologie évolutive. 
Elle possède un facteur d'impact de 1,961 en 2019.
Le journal se concentre sur différents aspects des sciences évolutives, spécifiquement la biologie, l'écologie, les sciences comportementales et cognitives, ainsi que la géographie.